# Rue Oberkampf
Pour les articles homonymes, voir Oberkampf.
La rue Oberkampf est une rue de Paris située dans le 11e arrondissement, qu'elle traverse de part en part depuis sa limite avec le 3e à l'Ouest, jusqu'à celle avec le 20e à l'Est.

## Situation et accès
Autrefois simple rue commerçante structurant la partie méridionale du Faubourg du Temple, la rue est devenue un lieu à la mode, dans les années 1990. De nombreux cafés et restaurants, des boîtes de nuit et des salles de concert ont ouvert dans la rue — en particulier dans sa moitié orientale, à proximité de Ménilmontant — et dans ses environs, comme dans la rue Saint-Maur et la rue Jean-Pierre-Timbaud. La plupart des anciens ateliers ont, quant à eux, été reconvertis en galeries d’art ou en bureaux accueillant architectes, artistes ou designers.
La rue est desservie par plusieurs stations du métro : à l'ouest par Filles du Calvaire (ligne 8), au premier tiers par Oberkampf (sur les lignes 5 et 9), au deux tiers par Parmentier (ligne 3), et à l'est par Ménilmontant (ligne 2).

## Origine du nom

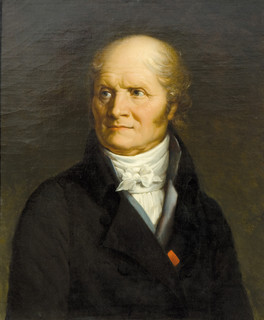
Christophe-Philippe Oberkampf.

L’artère porte le nom de Christophe-Philippe Oberkampf, célèbre pour avoir fondé la manufacture royale de toiles imprimées de Jouy-en-Josas où était fabriquée la toile de Jouy.

## Historique

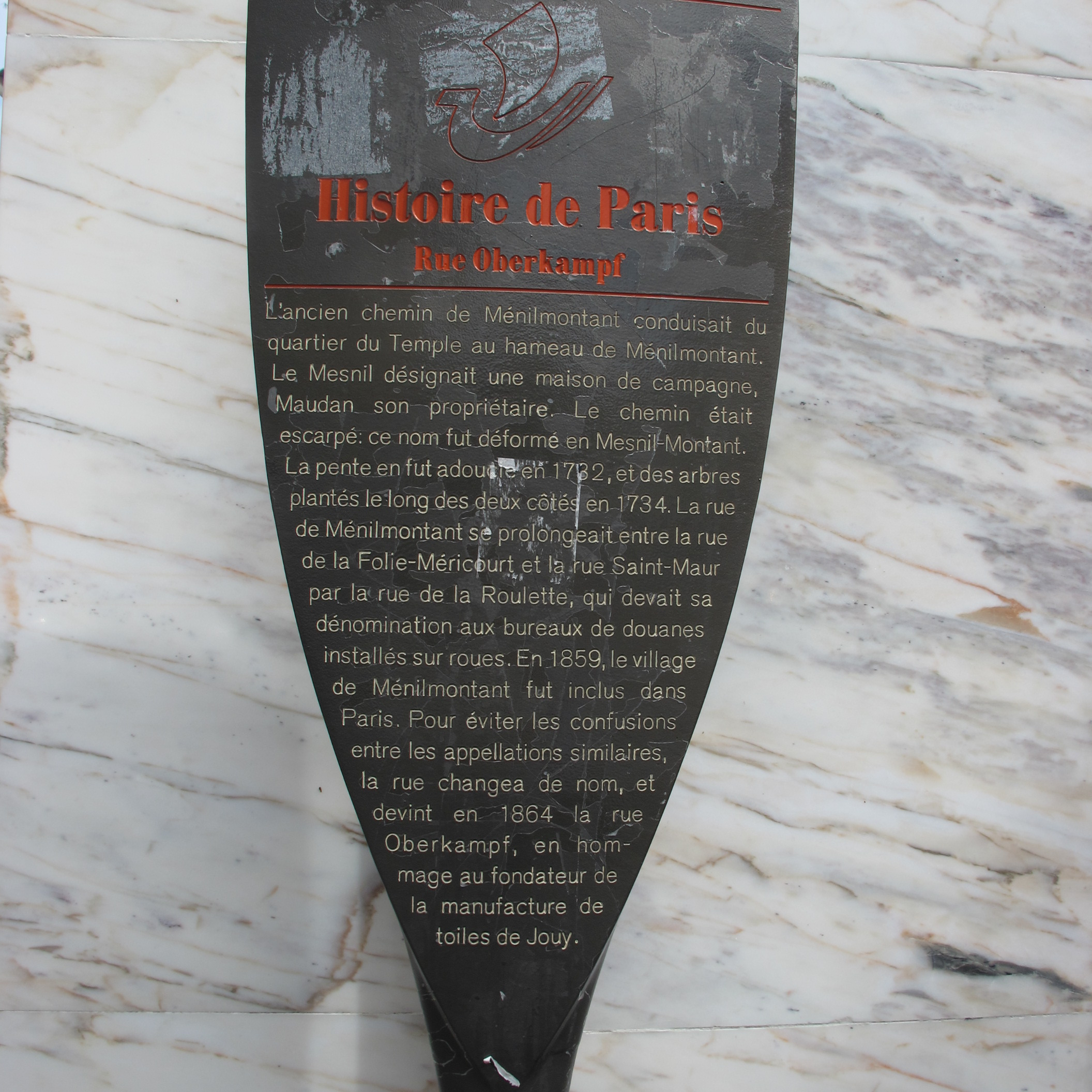
Panneau Histoire de Paris
« Rue Oberkampf ».

La rue Oberkampf est une « rue-faubourg » de l'est parisien. Son tracé s’accorde à la topographie : l’ancien chemin rural part des fossés, sur un bras mort de la Seine, avant d’escalader les premières pentes de Ménilmontant. Du boulevard du Temple, sur le tracé du rempart de Charles V, au boulevard de Ménilmontant, correspondant à la barrière des Fermiers généraux, la rue s’est formée par urbanisation progressive à partir de la fin du XVIIIe siècle. La partie ouest de la rue, du boulevard du Temple à la rue de la Folie-Méricourt, longeait le Marais du Faubourg du Temple qui s'étendait jusqu'à la rue du Faubourg-du-Temple. Cet espace occupé par des jardins maraîchers fut l'objet, à partir de 1778, d'un lotissement, la Nouvelle Ville d'Angoulême. Aux maisons ne dépassant pas un étage, avec commerce sur rue, et dont il reste quelques exemples aujourd’hui encore, ont succédé les cours et passages encadrés de nouvelles maisons et d’ateliers. Les quartiers qui en découlent se caractérisent par un parcellaire très morcelé, en lames de parquet, ainsi que par un nombre important de passages et de cités de desserte privée. Au fil des années, la surélévation des maisons et le bourrage des cours ont accentué le caractère hétéroclite du bâti.
Les habitants sont depuis l’origine des commerçants et petits entrepreneurs, ouvriers et artisans. Le commerce est l’une des activités traditionnelles de la rue, en particulier le commerce de détail, encore largement présent aujourd’hui. Les autres, artisanat et petite industrie, ont désormais disparu, avec la gentrification de Paris. Pourtant, ils ont longtemps tenu une place importante. Le travail des métaux et la petite mécanique y dominent dès le XIXe siècle : batteurs d’or, chaudronniers, fondeurs de métaux. Aux marges du faubourg Saint-Antoine, la rue accueille également des charpentiers, des menuisiers et des parqueteurs. Le travail des peaux et cuirs est aussi très représenté, car la rue Oberkampf est située au cœur des anciens quartiers industriels de Paris.
Dans les années 1890 s'y trouvaient les ateliers de la société H. Vigneron.
Le 23 mars 1918, durant la première Guerre mondiale, un obus lancé par la Grosse Bertha explose au no 125 rue Oberkampf.
Le 13 novembre 2015, lors des attentats du 13 novembre 2015 en France, une partie de la rue est bloquée et au 33 se tient dans la cour de l'immeuble un point de regroupement des victimes.

## Bâtiments remarquables et lieux de mémoire
- No  7 : cité de Crussol.
- No  24 : Michel Polnareff a passé son enfance dans un appartement à cette adresse[7].
- No 84 : emplacement approximatif du moulin à vent de la Fosse au sang. Il figure sur le plan de Jouvin de Rochefort (1675) et sur le plan de Turgot (1739)[8].
- No  87 : résidence du sculpteur Ernest Auguste Révillon (1854-1927)[9], de 1883 à 1885.
- No  91 : siège de la Cimade.
- No  113 : immeuble réalisé par Frédéric Borel, livré en 1993[10] et emblématique du courant déconstructiviste en architecture.

- La rue Oberkampf abrite trois cités remarquables en impasse :
  - la cité du Figuier aux nos 104-106[3]. Ancienne cité ouvrière dotée d'une voie pavée. S'y trouve notamment de nombreux végétaux (dont un figuier) une maison à la façade turquoise sculptée, ornée de fresques figurant des éléphants[11] ; il s'agit d'un ancien pavillon de l'exposition universelle de 1900[12] ;
  - la cité Griset au numéro 125[3] ;
  - la cité Durmar au no 154. Ancienne impasse maraîchère, les cultivateurs ont construit sur leurs parcelles des « gloriettes », des maisonnettes ensuite transformées en ateliers notamment de métallurgie, avec habitations à l'étage[13].

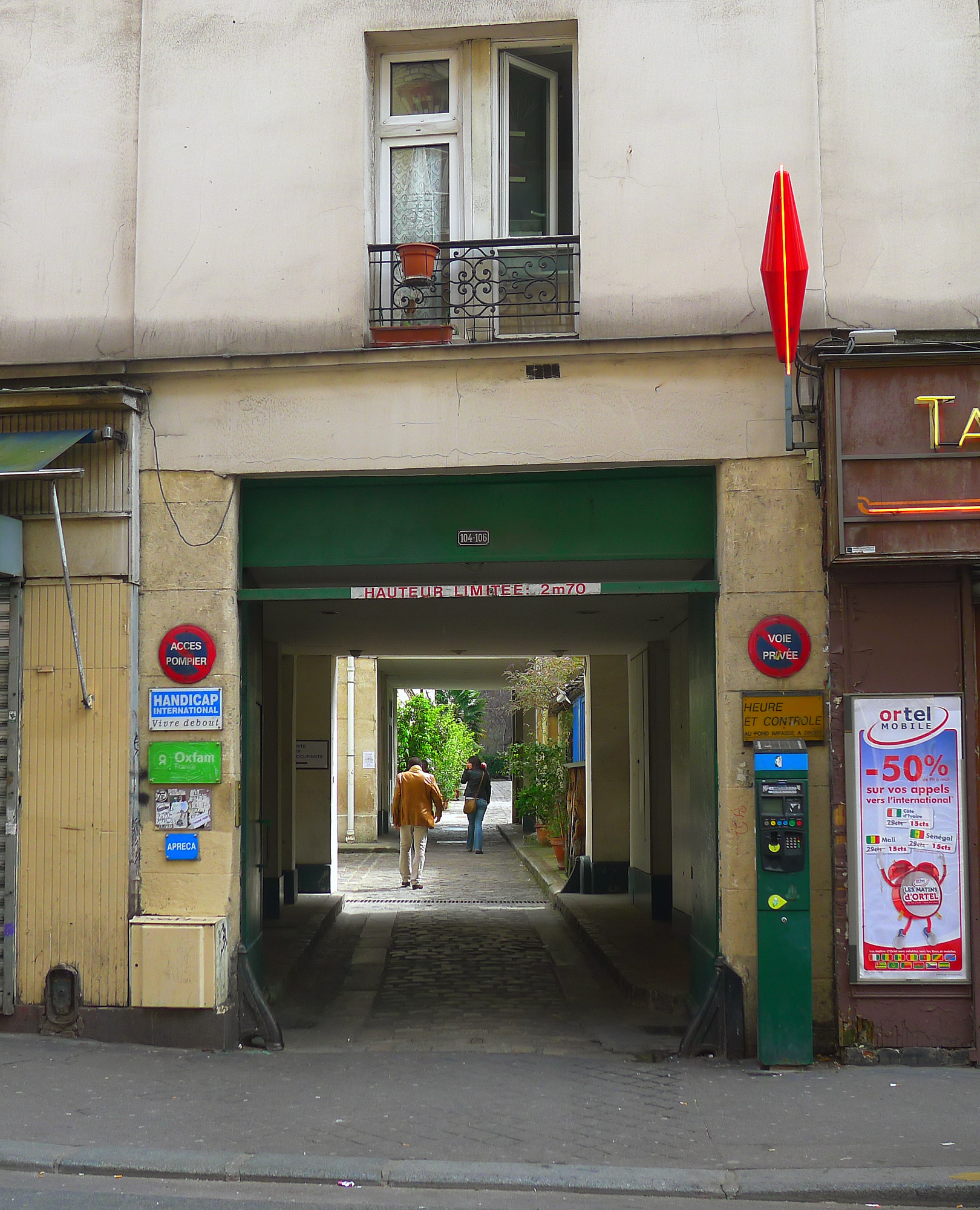
Nos 104-106, entrée de la cité du Figuier.
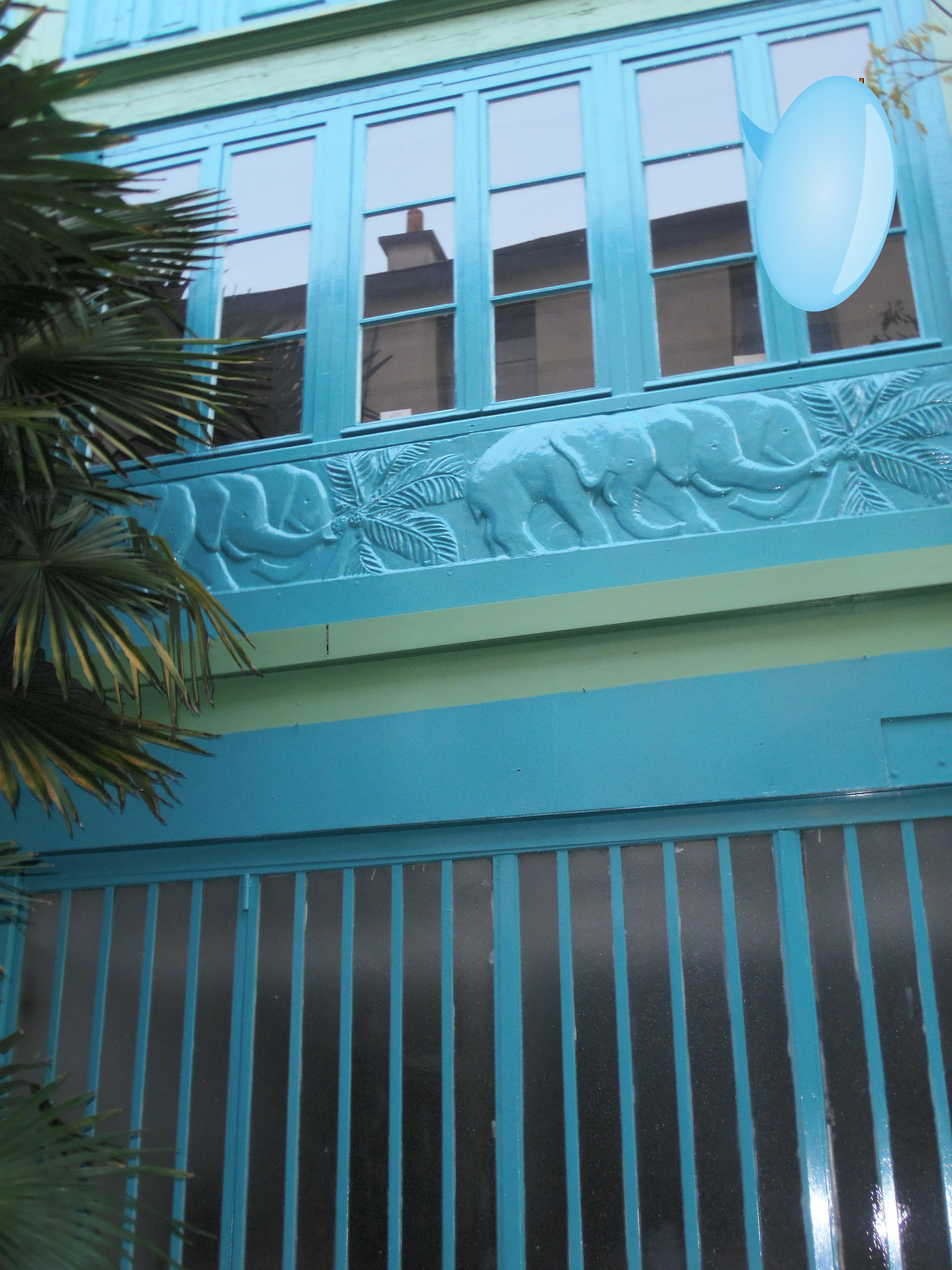
Fresque des éléphants.
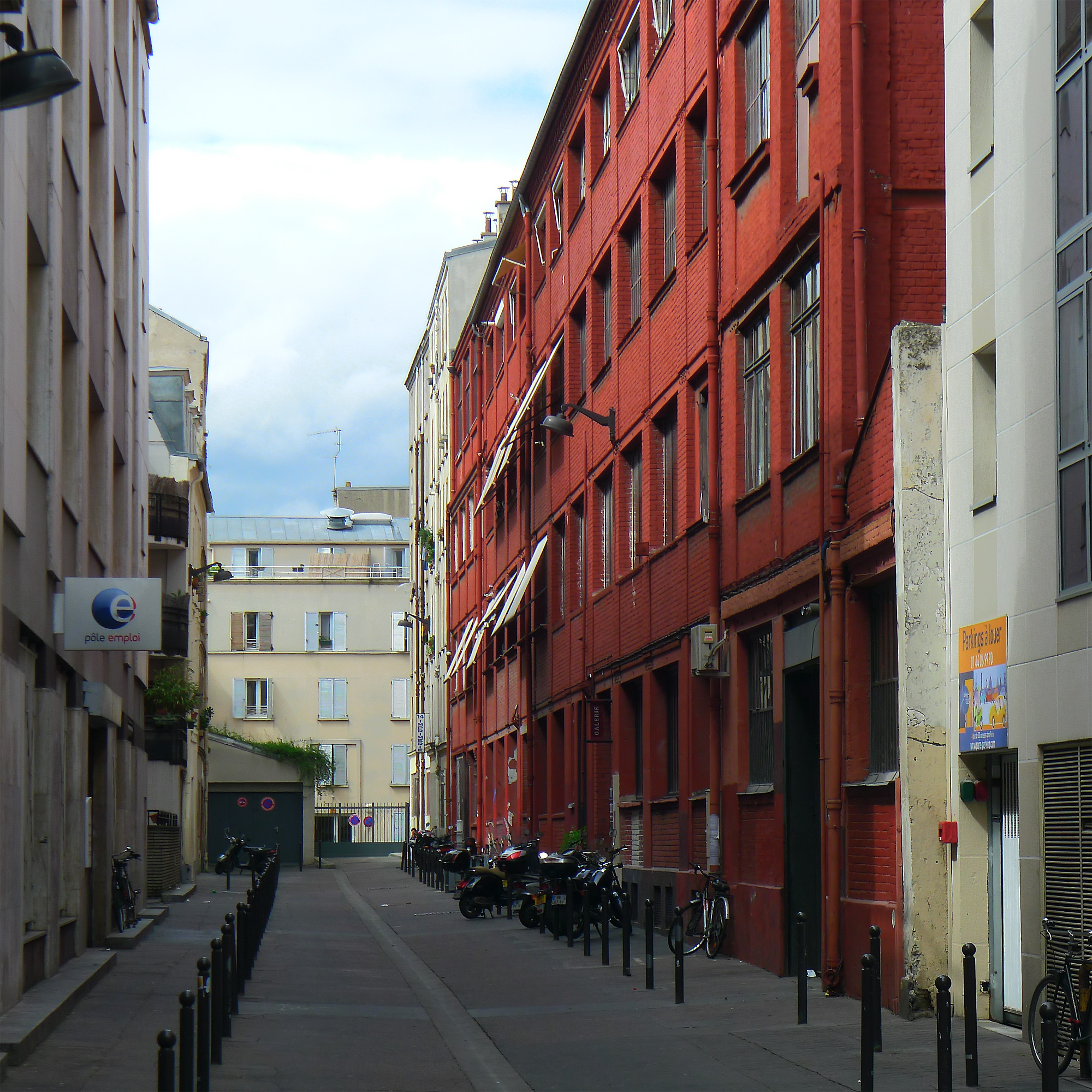
Cité Griset, au 125, rue Oberkampf.
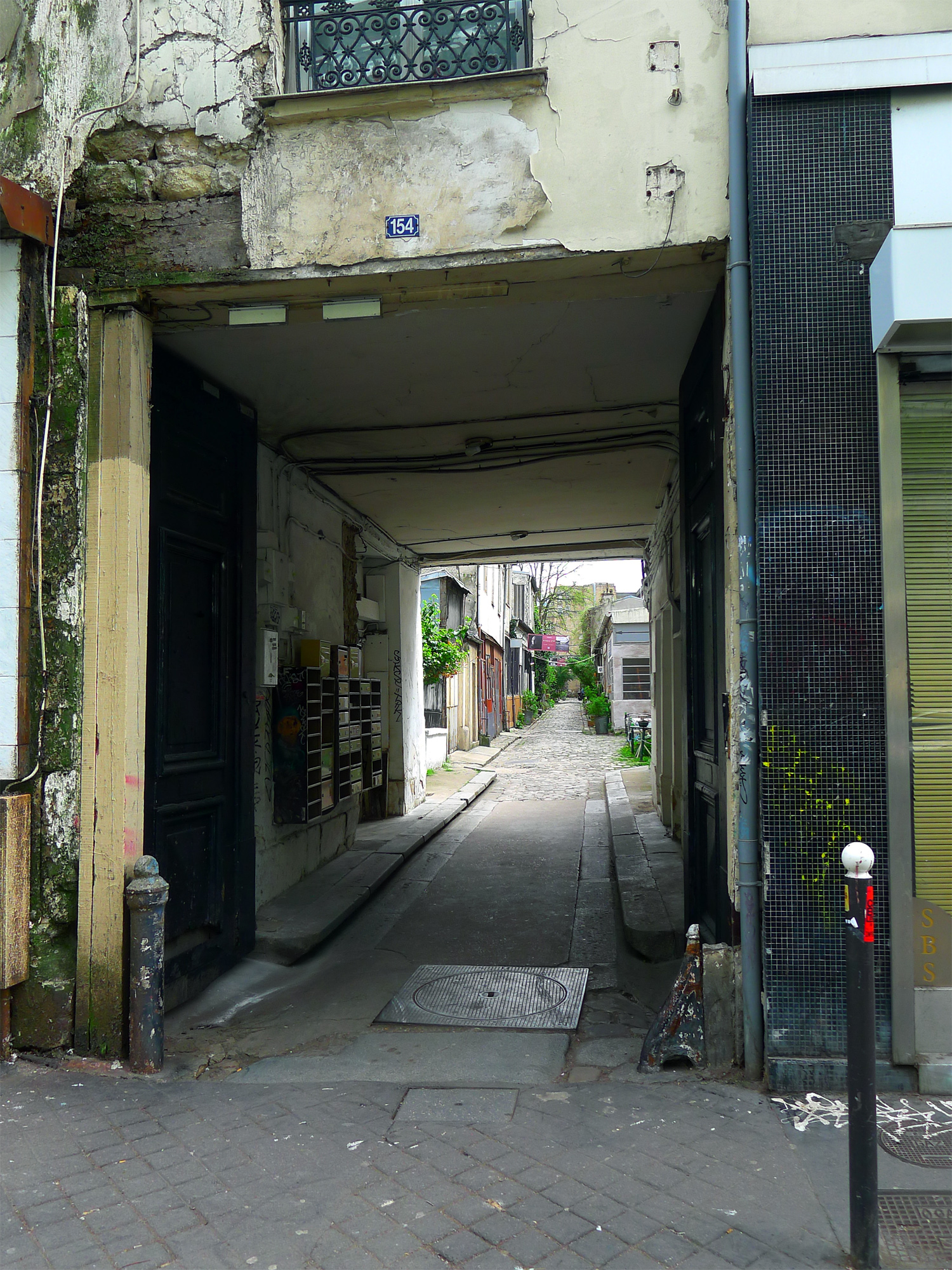
L'entrée du no 154.

- No  160 : la piscine Oberkampf à cette adresse, dont les locaux non visibles de la rue sont aménagés au sein d'un immeuble, a été ouverte en 1886 sous le nom de « Les Grands Bains Parisiens » et modernisée dans les années 1920 ; elle est de style Art déco[14]. Sous une verrière, son bassin est en forme de « L ». Cet établissement, qui fonctionne de nos jours sous la forme d'un club privé de remise en forme, est cependant aussi utilisé par les enfants d'écoles locales pour l'apprentissage de la natation. En réaction à l'annonce d'une fermeture définitive du lieu, programmée pour février 2022, une pétition est mise en ligne sur le site change.org afin d'obtenir son maintien[15]. La piscine échappe à la disparition[3].

## Dans la culture
- La rue a donné ce nom à un groupe punk parisien des années 1980 : Oberkampf[3]. Le groupe s'est rendu célèbre par un premier maxi 45 tour intitulé Couleur sur Paris, où l'on pouvait trouver une reprise originale de Poupée de cire, poupée de son écrite originellement par Serge Gainsbourg pour France Gall.